# Nicole de Savigny
Nicole de Savigny (* 1535; † 4. Februar 1590) war Baronin von Saint-Remy und eine Mätresse des französischen Königs Heinrich II.

## Leben
Die aus einer lothringischen Familie stammende Nicole heiratete sehr jung Jean de Ville, Seigneur von Fontette und Saint-Rémy, mit dem sie zwei Kinder hatte. Ihr Sohn André de Ville folgte dem Vater als Seigneur nach, und ihre Tochter Elisabeth wurde Nonne.
Der Tod ihres Mannes 1552 machte sie mit nur 17 Jahren zur Witwe. Sie zog an den französischen Königshof und wurde dort 1556 die Mätresse Heinrichs II., bis sich dieser kaum ein Jahr später wieder Diane de Poitiers zuwandte. Nicoles Sohn André, der die Nachfolge seines Vaters in den Seigneurien angetreten hatte, brach mit der Mutter ob ihres Lebenswandels und verwies sie seines Schlosses in Fontette.
Aus der kurzen Beziehung Nicoles mit dem König ging ihr zweiter Sohn Henri de Saint-Rémy (1557–1621) hervor, jedoch wurde er vom Herrscher nicht legitimiert, da Heinrich II. an seiner Vaterschaft zweifelte. Deswegen erhielt Henri den Beinamen Bastard von Valois. Die aus der Halsbandaffäre bekannte Jeanne de Saint-Rémy stammte in siebter Generation von ihm ab.
Nicoles Sohn André starb früh und ohne Nachkommen hinterlassen zu haben, sodass seine Mutter den Familienbesitz erbte. Ab diesem Zeitpunkt nannte sie sich dame de Fontette, Noyer, Beauvoir, Charmay et Chastellier. Nicole de Savigny zog sich nach dem Ende ihrer Liebesaffäre auf ihre Landgüter in Fontette zurück und machte noch einmal von sich reden, als sie versuchte, den Erzbischof von Besançon, Claude de La Baume, auf Einhaltung eines Eheversprechens zu verklagen. Diese Klage wurde aber im Dezember 1567 von der Römischen Rota abgewiesen.
Durch Nicoles am 12. Januar 1590 verfasstes Testament wird deutlich, dass Heinrich II. trotz der Zweifel an seiner Vaterschaft gut für seinen möglichen Sohn gesorgt hatte. Ein von ihm 1558 gegebenes Versprechen, Nicole 30.000 Écus sol als eine Art Mitgift für Henri zu zahlen, wurde durch König Heinrich III. im Februar 1577 eingelöst.